# 정진택 (정치인)
정진택(1941년 10월 10일 ~ )은 대한민국의 정치인이다. 민선 중랑구청장을 역임했다.

## 역대 선거 결과
|  | 39.41% |

|  | 52.52% |

|  | 41.46% |

|  | 3.23% |

|  | 0% |

## 같이 보기
| 전임 이문재 | 제5대 서울특별시 중랑구청장(민선) 1998년 7월 1일 ~ 2002년 6월 30일 | 후임 문병권 |